# Ulatowo-Dąbrówka
Ulatowo-Dąbrówka – wieś w Polsce położona w województwie mazowieckim, w powiecie przasnyskim, w gminie Jednorożec. Ma status sołectwa. Leży na lewym brzegu Ulatówki, niewielkiej rzeki dorzecza Narwi, dopływu Orzyca.
| SIMC    | Nazwa           | Rodzaj    |
| ------- | --------------- | --------- |
| 0510899 | Osieczyzna      | część wsi |
| 0510907 | Ulatowo-Zarośle | część wsi |

W latach 1975–1998 miejscowość administracyjnie należała do województwa ostrołęckiego.